# Russenfriedhof (Göppingen)

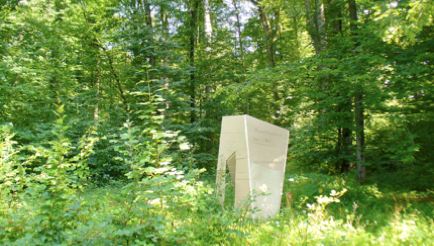
Modell des Denkmals im Wald bei Oberholz

Der Russenfriedhof in Göppingen erinnert an die Koalitionskriege und ihre Folgen.
Russische Kriegsgefangene, vermutlich aus der Schlacht bei Hollabrunn und Schöngrabern und der Schlacht bei Austerlitz, schleppten trotz eines bei der heutigen Sonnenbrücke eingerichteten Kontrollpostens im Dezember 1805 Typhus nach Göppingen ein.
Der Göppinger Oberamtsarzt  Dr. Friedrich Hartmann übernahm die Bekämpfung der Seuche, als er selbst erkrankte, wurden die Leibärzte des württembergischen Königs Dr. Jäger und Dr. Hopfengärtner zu seiner Unterstützung entsandt.
Bis zum Frühjahr 1806 wurden hunderte von verstorbenen Russen in einem Massengrab im heutigen Stadtteil Oberholz beerdigt.
Im März 2010 wurde auf Betreiben des örtlichen Lions-Clubs ein Denkmal des Göppinger Künstlers Jörg Zimmermann auf dem Gelände enthüllt.